# Józef Kolasa
Józef Kolasa (ur. 11 grudnia 1922 w Siedliskach, zm. 6 października 2017) – generał brygady LWP.

## Życiorys
Syn Jana Kolasy, policjanta, od 1936 komendanta Policji Państwowej w Płazowie, osadzonego przez NKWD w Ostaszkowie i zamordowanego w Miednoje w kwietniu 1940. Do 1939 skończył 4 klasy gimnazjum we Lwowie, 13 kwietnia 1940 został deportowany wraz z matką i dwojgiem rodzeństwa do Kazachstanu, gdzie pracował jako traktorzysta i rachmistrz prac polowych. W maju 1943 w obozie w Sielcach nad Oką wstąpił ochotniczo do 1 Dywizji Piechoty im. T. Kościuszki, ukończył Oficerską Szkołę Piechoty w Riazaniu i 16 grudnia 1943 został promowany do stopnia chorążego. Po promocji został dowódcą plutonu 2 pułku piechoty. Od lipca 1944 dowódca kompanii rusznic przeciwpancernych, od marca 1945 starszy adiutant dowódcy 3 batalionu 2 pułku piechoty. Brał udział w walkach pod Dęblinem, na Pradze, przyczółkach podwarszawskich, pod Jabłonną, o wyzwolenie Warszawy w styczniu 1945, na Wale Pomorskim w marcu 1945, następnie w forsowaniu Odry i walkach o Berlin. Był dwukrotnie ranny (pod Jabłonną i pod Mirosławcem) i dwukrotnie kontuzjowany. Po wojnie brał udział w walkach z oddziałami zbrojnego podziemia niepodległościowego. W 1945 skończył kurs w Wyższej Szkole Oficerskiej w Rembertowie. Po ukończeniu kursu objął stanowisko pomocnika szefa wydziału operacyjnego 11 Dywizji Piechoty w Żarach, a w 1946 został szefem tego wydziału.
W latach 1947–1950 studiował w Akademii Sztabu Generalnego WP. Po ukończeniu studiów był szefem sztabu 5 Dywizji Piechoty w Sulęcinie (1950-1954), a następnie szefem sztabu 1 Korpusu Armijnego w Wałczu. W latach 1956–1957 dowódca 14 Dywizji Piechoty w Wałczu, a następnie zastępca szefa sztabu Pomorskiego Okręgu Wojskowego ds. organizacyjno-mobilizacyjnych (1957-1964). W latach 1964–1966 był komendantem Centrum Szkolenia Wojsk Lądowych w Drawsku Pomorskim. Na mocy uchwały Rady Państwa PRL z 10 października 1964 otrzymał nominację na stopień generała brygady; nominację wręczył mu 11 października 1964 w Belwederze przewodniczący Rady Państwa PRL Edward Ochab w obecności ministra obrony narodowej marszałka Polski Mariana Spychalskiego. W latach 1967–1979 był zastępcą dowódcy Pomorskiego Okręgu Wojskowego ds. obrony terytorialnej. W 1980 został attaché wojskowym, morskim i lotniczym przy Ambasadzie PRL w Sofii (do 1984). 1 lipca 1985 pożegnany przez ministra obrony narodowej gen. armii Floriana Siwickiego w związku z zakończeniem zawodowej służby wojskowej i przeniesiony w stan spoczynku z dniem 2 lipca 1985.
Przez 3 kadencje był prezesem Wojskowego Klubu Sportowego WKS „Zawisza” Bydgoszcz. Był także prezesem Zarządu Wojewódzkiego Związku Inwalidów Wojennych w Bydgoszczy. W stanie spoczynku był członkiem Oddziału Klubu Generałów Wojska Polskiego w Bydgoszczy.

## Awanse
W trakcie wieloletniej służby w ludowym Wojsku Polskim otrzymywał awanse na kolejne stopnie wojskowe:
- chorąży – 1943
- podporucznik – 1944
- porucznik – 1945
- kapitan – 1946
- major – 1946
- podpułkownik – 1950
- pułkownik – 1955
- generał brygady – 1964

## Odznaczenia
- Order Sztandaru Pracy II klasy (1971)[3]
- Order Virtuti Militari V klasy (1968)
- Krzyż Kawalerski Orderu Odrodzenia Polski (1963)
- Krzyż Walecznych (1945)
- Srebrny Medal „Zasłużonym na Polu Chwały” (1946)
- Medal za Warszawę 1939–1945
- Medal za Odrę, Nysę, Bałtyk
- Medal Zwycięstwa i Wolności 1945
- Medal 10-lecia Polski Ludowej
- Medal 30-lecia Polski Ludowej
- Medal 40-lecia Polski Ludowej
- Złoty Medal „Siły Zbrojne w Służbie Ojczyzny”
- Złoty Medal „Za zasługi dla obronności kraju”
- Medal Komisji Edukacji Narodowej (1975)[4]
- Złota odznaka „Zasłużony Działacz Kultury Fizycznej” (1969)[5]
- Medal 100-lecia sportu polskiego  (1968)[6]
- Medal „Za zasługi dla Pomorskiego Okręgu Wojskowego” (1970)[7]
- Order Czerwonego Sztandaru (1968)
- Medal jubileuszowy „Dwudziestolecia zwycięstwa w Wielkiej Wojnie Ojczyźnianej 1941–1945” (ZSRR)
- Medal jubileuszowy „Trzydziestolecia zwycięstwa w Wielkiej Wojnie Ojczyźnianej 1941–1945” (ZSRR)
- Medal jubileuszowy „Czterdziestolecia zwycięstwa w Wielkiej Wojnie Ojczyźnianej 1941–1945” (ZSRR)
- Odznaka honorowa "Za zasługi w rozwoju województwa koszalińskiego" (1968)[8]
- Złota odznaka honorowa „Za Zasługi dla Warszawy” (1977)[9]

Oraz 12 wojskowych medali pamiątkowych i 46 medali zagranicznych i resortowych.

## Życie prywatne
Mieszkał w Bydgoszczy. Od 1945 żonaty z Marianną z domu Wachowiak, która podczas okupacji niemieckiej był wywieziona na roboty rolne do Niemiec. Małżeństwo miało dwie córki. Jego młodszy brat również służył w 1 Dywizji Piechoty im. Tadeusza Kościuszki. Matka i siostra powróciły z zesłania dopiero w maju 1946.